# پرچم فدراسیون بوسنی و هرزگوین
پرچم فدراسیون بوسنی و هرزگوین در پذیرفته شد.این پرچم سه نوار عمودی قرمز و سفید وسبز دارد که نوار سفید پهن تر و در وسط قرار دارد.